# Toby Gad

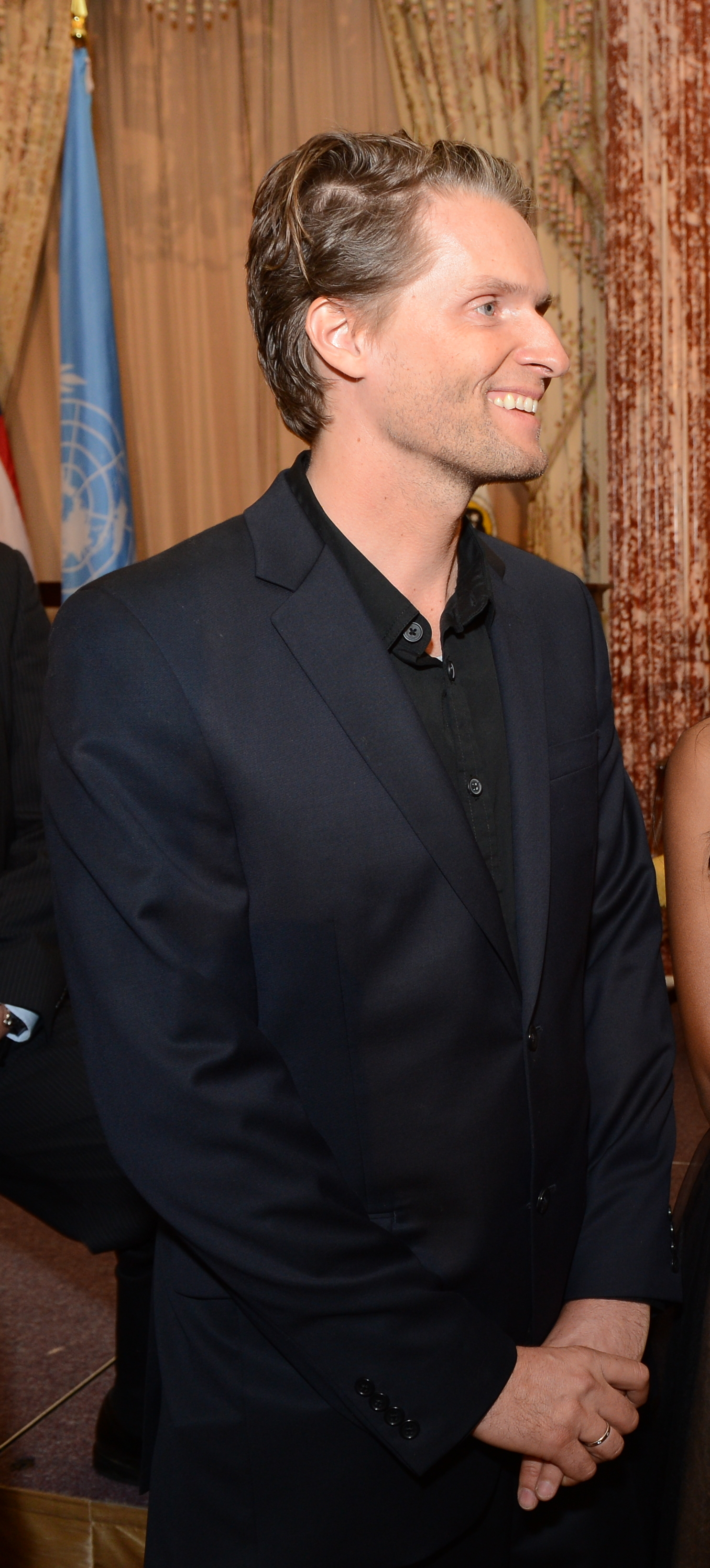
Toby Gad

Tobias „Toby“ Gad (* 28. März 1968 in München) ist ein deutscher Musikproduzent und Songwriter. Seinen größten bisherigen Erfolg hatte er mit All of Me von John Legend. Ein weiterer großer Erfolg war Big Girls Don’t Cry (Fergie). 
Er arbeitete für Künstler wie Beyoncé (If I Were a Boy), Madonna, Brandy, Natasha Bedingfield, Mandy Capristo, Shakira, Nick Carter, Donna Summer, Selena Gomez, Sandra und Demi Lovato (Skyscraper).

## Leben und Karriere
Gad wurde bereits früh durch seine Eltern musikalisch beeinflusst, da beide in der Münchner Musikszene aktiv waren und unter anderem Mitglieder der Band „The Jazz Kids“. Im Alter von vier Jahren lernte er Banjo und Klavier. Im Alter von dreizehn Jahren hatte er zusammen mit seinem Bruder Jens erste Erfolge in München. Als der Musikproduzent Frank Farian 1986 neue Talente suchte, ließ ein Freund der Brüder ihm Material über deren Arbeit zukommen, was zu einer siebenjährigen Zusammenarbeit mit Farian führte. Farian produzierte schließlich das erste Album der Brüder unter dem Titel Q.
1990 traf Gad die mauritische Sängerin Jacqueline Nemorin, auch bekannt als Jackie Carter. Zusammen mit Frank Farian produzierte er ihr erstes unter ihrem bürgerlichen Namen erschienenes Album The Creole Dance bei BMG. 1994 produzierte Gad zusammen mit Klaus Frers ihr zweites Album für EMI Europe.
Im Dezember 2000 zog Gad schließlich nach New York. Dort hatte er unteren anderem einen ersten Erfolg mit der Single Unspoken, die er zusammen mit Madeline Stone und O. Hatch für die Künstlerin Jaci Velasquez schrieb. Gad war unter anderem an dem Song Drop It on Me für das im Jahre 2005 erschienene Album Life von Ricky Martin beteiligt. Im dritten Quartal 2014 wurde er vom US-amerikanischen Billboard-Magazin nach zahlreichen Hits, wie z. B. Big Girls Don’t Cry (Fergie), Skyscraper (Demi Lovato), If I Were a Boy (Beyoncé) oder auch All of Me (John Legend), auf Platz drei der erfolgreichsten Musikproduzenten gelistet. Im Jahr 2015 zeichnete er neben John Shanks für die Produktion des Musikprojekts von Friends of the Earth und den daraus resultierenden Titel Love Song to the Earth verantwortlich, einen Titel, der die führenden Politiker der Welt auffordern sollte, die Auswirkungen des Klimawandels zu begrenzen. Der Titel sollte vor allem Ban Ki-moon auf der UN-Klimakonferenz in Paris unterstützen.
2022 war Toby Gad Mitglied der Jury von Deutschland sucht den Superstar.